# Rebell ohne Grund
Rebell ohne Grund ist das zehnte Soloalbum des deutschen Rappers Prinz Pi. Es erschien am 28. Januar 2011 über sein Independent-Label Keine Liebe Records in drei unterschiedlichen Versionen.

## Stil

### Texte
Mehrere Titel des Albums beschäftigen sich mit dem Thema Liebe in all ihren Facetten. So schildert Prinz Pi in der ersten Singleauskoppelung Du bist seine Liebe zu einer namentlich nicht genannten Frau, wobei nicht hervorgeht, ob sie die Liebe erwidert. In Eifer & Sucht erzählt der Rapper von der Eifersucht in einer seiner Beziehungen. Der Titel Laura handelt von einer Beziehung, die in die Brüche geht. Kurz darauf begeht die Freundin Suizid. Nach Prinz Pi basiert das Lied auf einer wahren Geschichte. Er habe bereits seit fünf Jahren an diesem Lied geschrieben, jedoch nie die richtigen Worte bzw. die passende Musik dazu gefunden.
Außerdem sind gesellschaftskritische Songs (z. B. Virus) enthalten. So erzählt Prinz Pi in Drei † für Deutschland die Geschichte von drei deutschen Soldaten, von denen einer vor der Küste Somalias ums Leben kommt. Die anderen beiden sterben im Heimatland unter ungewöhnlichen Umständen wie Suizid wegen des Drucks der von traumatischen Erlebnissen im Irak-Krieg ausgeht. Der Krieg wird auch in Krieg@Home behandelt, wo fiktiv erzählt wird, dass der Krieg auch in Deutschland stattfindet und dieses Geschehen genau geschildert wird.
Der Song iGod ist dem Battle-Rap zuzuordnen. Jedoch sind in diesem Lied auch einige Textstellen vorhanden, die sich ironisch über diese Attitüde äußern. Prinz Pi bezeichnet iGod als eine Art Persiflage.
Im Titel Beweis dagegen äußert Prinz Pi seinen Unmut über das negative Bild von Rap in der Gesellschaft und zählt Gegenbeweise für das Klischee des gewaltverherrlichenden, primitiven Rap. So nennt er u. a. die Rapper Basstard, Casper, Kamp, Tua, Maeckes, Morlockk Dilemma, Taktloss, Timi Hendrix, Dendemann, sowie die Hip-Hop-Formierung K.I.Z als Gegenbeweise.
Insgesamt ist das Album etwas gefühlsbetonter, weist inhaltlich aber große Parallelen zu früheren Alben des Rappers auf. Prinz Pi selbst bezeichnet Rebell ohne Grund als sein persönlichstes Werk.

### Musik
Auf Rebell ohne Grund sind ein paar rockigere Beats vertreten. So sind im Titel Königin von Kreuzberg verzerrte Gitarren zu hören. Prinz Pi sagte, dass auf der Platte wenige Synthie-Beats sind, er bezeichnet die musikalische Untermalung dennoch als hip-hop-typisch. Der Rapper legte Wert darauf, dass die Musik sich nicht wie aus dem Computer anhört. So wurden vielfach Instrumente eingespielt, anstatt auf digitale Vertonungen zurückzugreifen.

## Albumtitel
Laut Prinz Pi bezieht sich der Titel darauf, dass er gegen Gewohnheiten und Geschehnisse in der Gesellschaft rebelliert, ohne einen exakten Grund zu haben, sich dagegen zu wehren. Zudem ist der Name an den Film Rebel Without a Cause von James Dean angelehnt, der 1955 erschien.

## Produktion
Die Beats zum Album wurden wie üblich hauptsächlich von Biztram produziert. Der Berliner Produzent war für 13 der 18 Beats auf der Standard-Edition verantwortlich. Der letzte Track Beweis dagegen wurde vom Wiener Produzenten Whizz Vienna produziert. Zudem zeigte sich das Produzententeam The Royals für die Produktionen von Krieg@Home, Schlaflied und Morgengrauen zuständig. Weiter wurde Laura von TiKay One produziert. Im Titel Wunderkind kommt zudem ein Kinderchor zum Einsatz. Dieser besteht aus Kiyomi Mason, Dilara Faki und Melissa Faki. Auf Königin von Kreuzberg wird zudem auf eine Gitarre zurückgegriffen, die von Archi Alert, Ex-Sänger und Gitarrist der Punk-Gruppe Terrorgruppe, eingespielt wurde.
Rebell ohne Grund wurde von Biztram und Carsten Schedler abgemischt. Das Mastering übernahm Matthias Millhoff.

## Gastbeiträge
Vier Lieder des Albums enthalten Gastbeiträge anderer Rapper. So sind E-Rich und Chefkoch auf Krieg@Home zu hören. Der Österreicher Kamp tritt bei Marathon Mann in Erscheinung. Timi Hendrix vom Rapduo Pimpulsiv, Frauenarzt sowie Biztram, der Hauptproduzent des Albums, haben Gastbeiträge auf dem Titel Rand II und Mudi und RAF Camora rappen auf Morgengrauen je eine Strophe. Außerdem ist die Sängerin Dana beim iTunes Bonus-Song Märchenwald zu hören.

## Illustration
Das Albumcover ist in violetten Farbtönen gehalten. Es zeigt Prinz Pi mit Sonnenbrille. Am oberen Bildrand steht Prinz Pi und links unten der Titel Rebell ohne Grund. Das Foto wurde von Cem Guenes gemacht.
Der CD ist zudem ein 32-seitiges Booklet beigelegt, in dem alle Songtexte sowie diverse Fotos von Prinz Pi aufgeführt sind. Die Gestaltung übernahm er komplett selbst.

## Titelliste
| #  | Titel                  | Gastmusiker                          | Produzent    | Länge |
| -- | ---------------------- | ------------------------------------ | ------------ | ----- |
| 1  | Bombenwetter           |                                      | Biztram      | 3:18  |
| 2  | Der neue iGod          |                                      | Biztram      | 3:22  |
| 3  | Du bist                |                                      | Biztram      | 4:00  |
| 4  | Virus                  |                                      | Biztram      | 3:42  |
| 5  | Generation Porno       |                                      | Biztram      | 4:38  |
| 6  | Krieg@Home             | E-Rich und Chefkoch                  | The Royals   | 3:43  |
| 7  | Drei † für Deutschland |                                      | Biztram      | 3:51  |
| 8  | Etc.                   |                                      | Biztram      | 3:08  |
| 9  | Schlaflied             |                                      | The Royals   | 3:31  |
| 10 | Wunderkind             |                                      | Biztram      | 3:37  |
| 11 | Marathon Mann          | Kamp                                 | Biztram      | 5:02  |
| 12 | Eifer & Sucht          |                                      | Biztram      | 3:36  |
| 13 | Wieder und wieder      |                                      | Biztram      | 4:39  |
| 14 | Königin von Kreuzberg  |                                      | Biztram      | 3:01  |
| 15 | Rand II                | Timi Hendrix, Frauenarzt und Biztram | Biztram      | 4:41  |
| 16 | Morgengrauen           | Mudi und RAF Camora                  | The Royals   | 5:20  |
| 17 | Laura                  |                                      | TiKay One    | 5:27  |
| 18 | Beweis dagegen         |                                      | Whizz Vienna | 2:53  |

Vinyl Bonus-Songs:
| #  | Titel          | Gastmusiker | Länge |
| -- | -------------- | ----------- | ----- |
| 19 | Schwarzes Haus |             | 2:00  |
| 20 | Brandungsburg  |             | 3:55  |

iTunes Bonus-Songs:
| # | Titel       | Gastmusiker | Länge |
| - | ----------- | ----------- | ----- |
| 1 | Märchenwald | Dana        | 3:20  |
| 2 | Totlachen   |             | 2:56  |

## Chartplatzierungen und Singles
Rebell ohne Grund stieg in der 7. Kalenderwoche des Jahres 2011 auf Platz 9 in die deutschen Albumcharts ein. In den folgenden Wochen fiel der Tonträger auf die Plätze 43 und 88, bevor er die Top 100 verließ.
Am 14. Januar 2011 wurde die erste Single Du bist digital veröffentlicht. Die Single stieg auf Platz 88 in die deutschen Charts ein und verließ die Top 100 nach einer Woche. Auf der Single sind einige Versionen von Du bist, sowie der Bonustrack Zu grau enthalten. Das Musikvideo zum Lied feierte bereits am 23. Dezember 2010 Premiere auf tape.tv. Als zweite Single wurde Königin von Kreuzberg zum Download veröffentlicht, dessen Video am 6. Mai 2011 Premiere auf juice.de feierte.

## Kritiken
| Professionelle Bewertungen | Professionelle Bewertungen |
| -------------------------- | -------------------------- |
| Kritiken                   |                            |
| Quelle                     | Bewertung                  |
| laut.de                    | [ 8 ]                      |
| Juice                      | [ 9 ]                      |
| rap.de                     | [ 10 ]                     |
| Backspin                   | [ 11 ]                     |
| rappers.in                 | [ 12 ]                     |

- Das Online-Magazin laut.de bescheinigte dem Album eine „weitere Zwischenbilanz eines gewachsenen Rap-Workaholics“ zu sein und vergab 3 von möglichen 5 Punkten:

„Prinz Pi entwickelt sich, wenn man so will, zum Konsens-Rapper, der faktisch alles richtig macht. Egal, ob bärbeißige Rap-Journaille oder Süddeutsche Zeitung – man findet nur Lob für das jüngste Werk des ‚Auftrags-Studenten-Rappers‘, der das ‚Porno‘ im Namen längst abgelegt hat. Bleibt zu hoffen, dass Ecken und Kanten nicht folgen. [...] Dieses Album ist mit Abstand sein persönlichstes. [...] Alles in allem wirkt ‚Rebell Ohne Grund‘ nun aber nicht wie das Ergebnis einer abgeschlossenen Entwicklung zu einem neuen Künstler, sondern eher wie eine weitere Zwischenbilanz eines gewachsenen Rap-Workaholics. Freilich resultiert das bei Friedrich Kautz immer noch in einem bedeutend höheren Niveau als das meiste, was bei Kollegen des Fachs als ‚Meilenstein‘ vermarktet wird. Wie schon gesagt: Pi operiert seit jeher an der eigenen Messlatte.“

- Die Internetseite Rap.de bezeichnete Rebell ohne Grund als großartiges Konzeptalbum und vergab fünf von fünf Sternen:

„‚Keine Liebe‘, predigte der gebürtige Zehlendorfer noch auf seinem Debütalbum ‚Porno Privat‘, mit dem er in der Berliner Untergrund-Szene schlagartig bekannt wurde. Dreizehn Jahre nach dem Release seines ersten Werks widmet er dem Thema ‚Liebe‘ nun ein komplettes Album. Wer hätte das gedacht? Hass, Eifersucht, Reue und Mitleid – Pi beschreibt in seinen Songs emotionale Zustände, in die man sich als Hörer sehr gut hineinversetzen kann, ohne dass er dabei in eine kitschige Richtung abdriftet. [...] 18 abwechslungsreiche Tracks machen die CD zu einem der besten Konzeptalben, die Pi bislang veröffentlicht hat. Rebellisch, abwechslungsreich, großartig!“

- Das Hip-Hop-Magazin Juice bewertete Rebell ohne Grund mit fünf von möglichen sechs Kronen:

„Die Texte strotzen nur so vor Attitüde, Akribie und Präzision, doch ‚Rebell ohne Grund‘ bedeutet auch eine musikalische Weiterentwicklung vom in letzter Zeit doch recht synthetisch-futuristisch anmutenden Sound hin zur organischen Musik-Musik mit jeder Menge echten Instrumenten. Klingt jetzt vielleicht eckig, im Ergebnis aber ziemlich geil. (...) Was auf ‚Achse des Schönen‘ eher klassisch bis retrospektiv geraten ist, wirkt auf ‚Rebell ohne Grund‘ überwiegend zeitgeistig bis visionär: Da überraschen den Hörer mal progressiv, mal punkig anmutende Gitarrenläufe und peitschende Drums, aber auch Vertrackt-Elektronisches (‚Generation Porno‘) und Soulig-Boombappig (‚Etc.‘) kommt zum Vorschein. (...) Natürlich gibt es auch auf ‚Rebell ohne Grund‘ wieder popkulturelle Querverweise in Hülle und Fülle.“